# Giuseppe Finzi
Giuseppe Finzi (Rivarolo Mantovano, 17 febbraio 1815 – Mantova, 19 dicembre 1886) è stato un patriota e politico italiano.

## Biografia
Giuseppe Finzi nacque nel 1815 a Rivarolo Mantovano da Abramo e da Rosa Finzi, entrambi di famiglia ebraica. Aderì già da studente alla Giovane Italia di Giuseppe Mazzini e, nel 1848, allo scoppio della prima guerra di indipendenza si arruolò nell'esercito piemontese. Dopo la sconfitta della battaglia di Novara seguì Giuseppe Garibaldi nella difesa della Repubblica romana. 

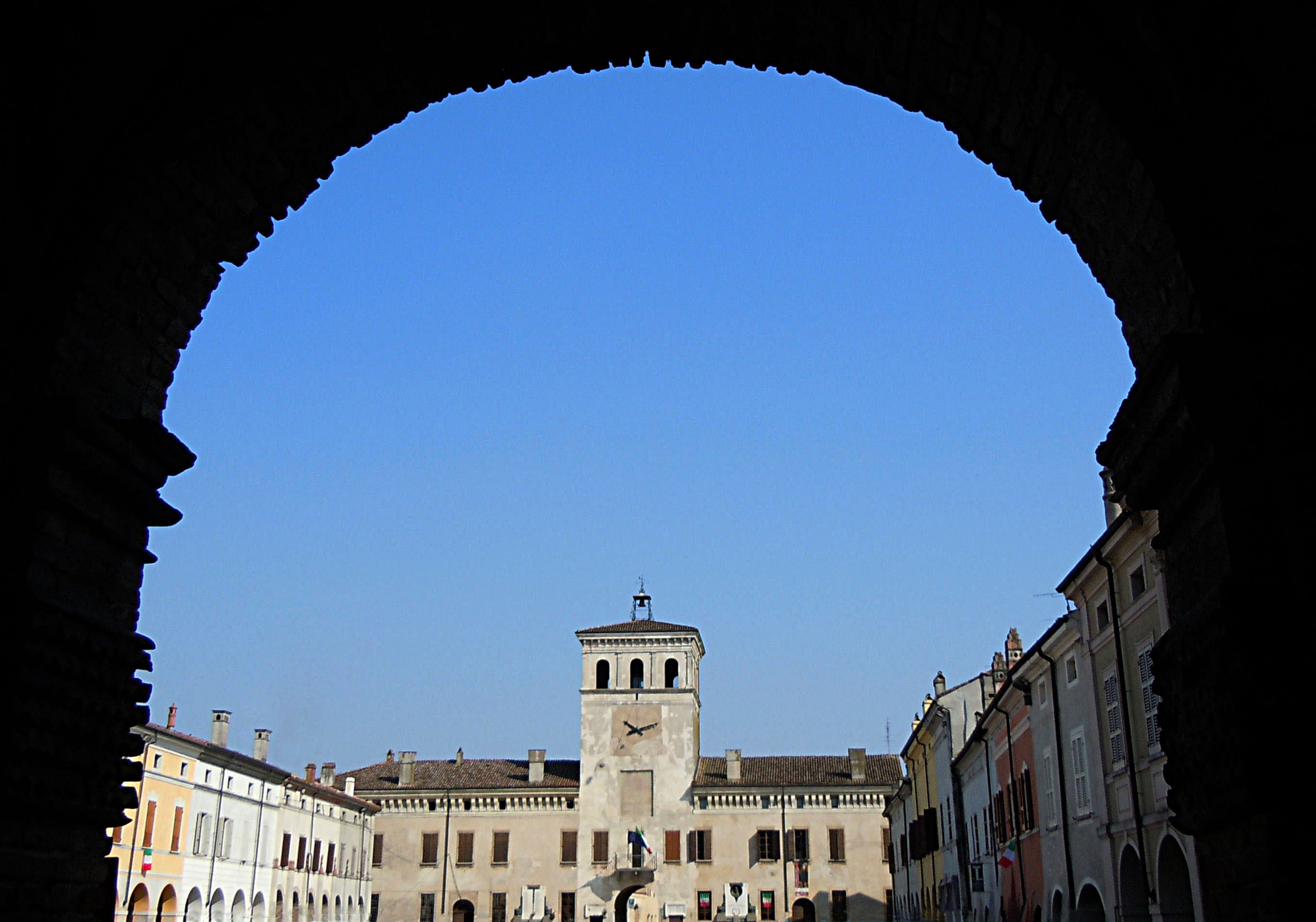
Rivarolo Mantovano, piazza Finzi

Fu coinvolto nei fatti della cospirazione mazziniana di Mantova del 1852, arrestato nella sua villa di Canicossa di Marcaria nella notte del 16 giugno 1852, fu uno dei pochi che non confessò mai e, per questo sfuggì alla pena di morte, ma fu condannato da parte della magistratura militare austriaca a 18 anni di carcere duro, condonati poi nel 1856. Scontò quattro anni di galera in parte nelle carceri di Josefstadt e di Theresienstadt presso Praga. Liberato il 2 dicembre 1856, fu uno dei principali accusatori di Luigi Castellazzo che additò sempre come il traditore dei congiurati mantovani, detti i martiri di Belfiore.
Nel 1859 il governo piemontese lo nominò commissario straordinario per la provincia di Mantova, incarico dal quale fu destituito dal Ministro dell'interno Urbano Rattazzi il 2 ottobre 1859 per aver violato gli accordi stipulati con l'armistizio di Villafranca di Verona.
Fu al fianco nuovamente di Garibaldi nella spedizione in Sicilia curandone gli aspetti economici. Fu infatti insieme con Enrico Besana, alla direzione del Fondo per il milione di fucili, e procurò i vapori necessari alle spedizioni di Giacomo Medici ed Enrico Cosenz che si unirono ai "Mille" già sbarcati in Sicilia.
Giuseppe Finzi venne eletto deputato al Parlamento dal 25 marzo 1860 per il collegio di Viadana. Conservò il mandato parlamentare fino alle elezioni del 1882, venendo eletto in vari collegi: Milano V, Borghetto Lodigiano, Bologna e Pesaro. 
Re Umberto I lo nominò infine senatore su proposta di Agostino Depretis il 7 giugno 1886, ma morì a Mantova prima di aver prestato giuramento.